# American Music Awards 1999
Die 26. American Music Awards wurden von der American Broadcasting Company (ABC) am 11. Januar 1999 ausgestrahlt. Die Veranstaltung fand im Shrine Auditorium in Los Angeles, Kalifornien statt. Die Moderation übernahmen Brandy und Melissa Joan Hart.
Die meisten Preise gewann Will Smith mit drei Awards. Am Häufigsten nominiert war Shania Twain, der fünf Nominierungen erhielt, jedoch nur einen Award verliehen bekam.

## Gewinner und Nominierte
| Subkategorie                       | Sieger                        | Nominierungen                                                   |
| Concert Artist of the Year         | Concert Artist of the Year    | Concert Artist of the Year                                      |
| ---------------------------------- | ----------------------------- | --------------------------------------------------------------- |
| Concert Artist of the Year         | Garth Brooks                  | 2. Celine Dion 3. Shania Twain 4. Backstreet Boys 5. Metallica  |
| Pop/Rock Category                  |                               |                                                                 |
| Favorite Pop/Rock Male Artist      | Eric Clapton                  | Puff Daddy Will Smith                                           |
| Favorite Pop/Rock Female Artist    | Céline Dion                   | Brandy Shania Twain                                             |
| Favorite Pop/Rock Band/Duo/Group   | Aerosmith                     | Backstreet Boys Matchbox 20                                     |
| Favorite Pop/Rock Album            | Will Smith – Big Willie Style | Celine Dion – Let’s Talk About Love Shania Twain – Come On Over |
| Favorite Pop/Rock New Artist       | *NSYNC                        | Natalie Imbruglia Third Eye Blind                               |
| Soul/R&B Category                  |                               |                                                                 |
| Favorite Soul/R&B Male Artist      | Will Smith                    | Mase Brian McKnight                                             |
| Favorite Soul/R&B Female Artist    | Janet Jackson                 | Aaliyah Brandy                                                  |
| Favorite Soul/R&B Band/Duo/Group   | K-Ci & JoJo                   | Next Xscape                                                     |
| Favorite Soul/R&B Album            | Will Smith – Big Willie Style | K-Ci & JoJo – Love Always Brian McKnight – Anytime              |
| Favorite Soul/R&B New Artist       | Lauryn Hill                   | LSG Next                                                        |
| Country Category                   |                               |                                                                 |
| Favorite Country Male Artist       | Garth Brooks                  | Tim McGraw George Strait                                        |
| Favorite Country Female Artist     | Shania Twain                  | Faith Hill LeAnn Rimes                                          |
| Favorite Country Band/Duo/Group    | Alabama                       | Brooks & Dunn Dixie Chicks                                      |
| Favorite Country Album             | Garth Brooks – Seven          | George Strait – One Step at a Time Shania Twain – Come On Over  |
| Favorite Country New Artist        | Dixie Chicks                  | Bob Carlisle Kevin Sharp                                        |
| Adult Contemporary Category        |                               |                                                                 |
| Favorite Adult Contemporary Artist | Celine Dion                   | Backstreet Boys Shania Twain                                    |
| Alternative Category               |                               |                                                                 |
| Favorite Alternative Artist        | Pearl Jam                     | Green Day Third Eye Blind                                       |
| Rap/Hip-Hop Category               |                               |                                                                 |
| Favorite Rap/Hip-Hop Artist        | Master P                      | Beastie Boys Puff Daddy                                         |
| Latin Category                     |                               |                                                                 |
| Favorite Latin Artist              | Enrique Iglesias              | Los Tigres del Norte Ricky Martin                               |
| Soundtrack Category                |                               |                                                                 |
| Favorite Soundtrack                | Love Always                   | Armageddon City of Angels                                       |
| Merit                              |                               |                                                                 |
| Billy Joel                         |                               |                                                                 |

## Auftritte
| Künstler                                                  | Lied(er)                                                                                     |
| --------------------------------------------------------- | -------------------------------------------------------------------------------------------- |
| Whitney Houston Babyface (Klavier)                        | Until You Come Back                                                                          |
| Whitney Houston Wyclef Jean Babyface (Klavier)            | My Love Is Your Love                                                                         |
| Backstreet Boys                                           | All I Have to Give Everybody (Backstreet's Back) (Matty's Remix)                             |
| Dixie Chicks                                              | Wide Open Spaces                                                                             |
| Third Eye Blind                                           | Graduate                                                                                     |
| K-Ci & JoJo                                               | All My Life                                                                                  |
| Next                                                      | Too Close                                                                                    |
| K-Ci & JoJo Next                                          | Love and Happiness                                                                           |
| Blondie Coolio Wu-Tang Clan Mo B. Dick                    | No Exit                                                                                      |
| Brian McKnight 98 Degrees Shawn Mullins NSYNC LeAnn Rimes | Tribute to Billy Joel: Piano Man Uptown Girl Allentown You May Be Right Just the Way You Are |
| Brandy                                                    | Have You Ever?                                                                               |
| Cher                                                      | Believe                                                                                      |
| Burt Bacharach Elvis Costello                             | Toledo                                                                                       |
| Trisha Yearwood Garth Brooks                              | Powerful Thing                                                                               |
| Goo Goo Dolls                                             | Slide                                                                                        |
| Master P Silkk the Shocker Mo B. Dick                     | Goodbye To My Homies                                                                         |
| Los Tigres del Norte                                      | Golpes en el Corazón                                                                         |